# Acrosymphyton
Acrosymphyton Sjöstedt, 1926  é o nome botânico de um gênero de algas vermelhas pluricelulares da família Acrosymphytaceae.

## Espécies
Atualmente 6 espécies são taxonomicamente aceitas no gênero:
- Acrosymphyton brainardii Vroom & Abbott, 2004
- Acrosymphyton caribaeum (J. Agardh) Sjöestedt, 1926
- Acrosymphyton firmum Hawkes, 1982
- Acrosymphyton purpuriferum (J. Agardh) Sjöstedt
- Acrosymphyton taylorii I.A.Abbott, 1962
- Acrosymphyton tenax A.J.K. Millar & Kraft, 1984